# گاودانه‌زار
گاودانه زار، روستایی از توابع بخش چنگ الماس شهرستان بیجار،در استان کردستان ایران است.

## جمعیت
این روستا در دهستان خسروآباد قرار دارد و براساس سرشماری مرکز آمار ایران در سال ۱۳۸۵، جمعیت آن ۷۳ نفر (۱۴خانوار) بوده‌است.